# Chapelle Notre-Dame-de-la-Salette de Sainte-Marie
Pour les articles homonymes, voir Notre-Dame, Notre-Dame de la Salette (homonymie) et Chapelle de la Salette.
La chapelle Notre-Dame-de-la-Salette de Sainte-Marie est une chapelle catholique de l'île de La Réunion, département d'outre-mer français dans le sud-ouest de l'océan Indien. Située à Sainte-Marie, au nord de l'île, elle est inscrite monument historique en 2012.